# Cross Ranch State Park
Der Cross Ranch State Park ist ein State Park im US-Bundesstaat North Dakota. Der 238 Hektar große Park liegt elf Kilometer südwestlich von Washburn im Oliver County am Missouri River und bildet zusammen mit der angrenzenden Cross Ranch Nature Preserve ein Schutzgebiet von hoher ökologischer und historischer Bedeutung. 

## Geographie

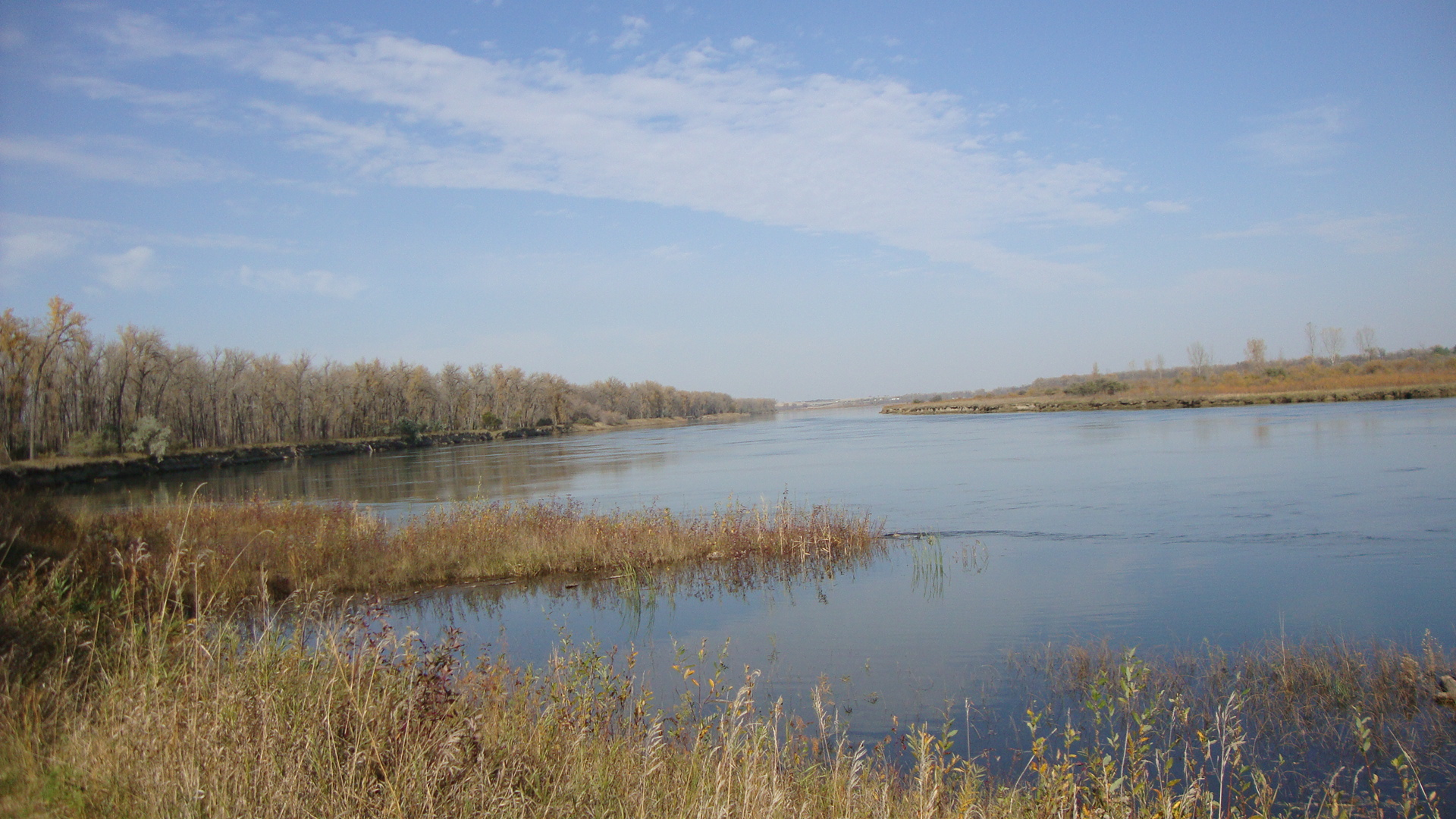
Natürliche Uferbereiche am Missouri River

Im Gegensatz zu anderen State Parks in North Dakota ist die Landschaft der Cross Ranch in weiten Teilen unberührt geblieben. Der Park erstreckt sich über elf Kilometer entlang des westlichen Ufers des Missouri River an einem der letzten natürlichen Abschnitte des Flusses in North Dakota, der noch nicht durch Stauseen und Dämme verändert wurde. 
Durch die Vergletscherung in den Eiszeiten führte der Missouri River sehr viel Sand und Geröll mit, was zur Bildung mehrerer Uferterrassen entlang des Flusses führte. Nach dem Ende der Eiszeiten führte der Missouri wesentlich weniger Sedimente mit und der Fluss grub sich tiefer in die eiszeitlichen Sedimente ein, so dass er heute etwa 15 Meter tiefer als die angrenzenden eiszeitlichen Uferterrassen liegt.
Nördlich an den Park schließt sich ein Teil der insgesamt 2263 Hektar großen Cross Ranch Nature Preserve an, ein Naturschutzgebiet, das aus drei nicht zusammenhängenden Teilen besteht. Der 744 Hektar große nördliche Teil, der an den State Park angrenzt, umfasst ebenfalls einen Uferabschnitt des Missouri River. Die beiden anderen Teile liegen westlich in den Hügeln über dem Überschwemmungsgebiet des Flusses, der mittlere Teil umfasst über 930 Hektar, der fünf Kilometer weiter südlich gelegene südliche Teil ist über 580 Hektar groß.

## Flora und Fauna
Im Park und in der Nature Preserve gibt es drei unterschiedliche Ökosysteme. Entlang des Missouri Rivers erstreckt sich ein sechs Quadratkilometer großer Auwald, der der ausgedehnteste Auwald ist, den es noch in North Dakota gibt. Der Auwald besteht aus Kanadischen Schwarz-Pappeln und Weiden, die auf den höheren Uferterrassen in Eschen-Ahorn-, Ulmen- und Rot-Eschenwald übergehen. Obwohl der Missouri River durch den Staudamm des Lake Sakakawea kein natürlich fließender Fluss mehr ist, bieten er und seine Ufer im Park noch Lebensraum für 162 Vogelarten, darunter mehrere bedrohte Arten wie die Antillenseeschwalbe und den Gelbfuß-Regenpfeifer. Auf ihren Vogelzug rasten Schreikraniche und Kanadagänse auf den Sandbänken im Fluss, während Weißkopf-Seeadler im Fluss nach Nahrung tauchen. Die im Fluss heimischen Glasaugenbarsche und Hechte sind beliebte Angelfische, selten ist dagegen der Schaufelstör. 
Die höher gelegenen Parkgebiete sind noch mit natürlicher Mischgrasprärie bedeckt. Hier leben an Vögeln unter anderem wilder Truthahn, Präriepieper und Kaninchenkauz. Im mittleren und südlichen Teil der Nature Preserve wurden 1986 Bisons angesiedelt, die inzwischen eine Herde von 150 Tieren bilden. 
Der dritte Lebensraum sind die Schluchten in der Prärie, die mit Bur-Eichen, Büffelbeeren, Weißdorn und anderen Sträuchern dicht bewaldet sind und so Schutz und Nahrung für zahlreiche Tiere wie Weißwedel- und Maultierhirsche, Dachse, Waschbären und Kojoten bieten.

## Geschichte
Zusätzlich zu seiner ökologischen Bedeutung ist der Park auch von großer kultureller und historischer Bedeutung. Mehr als 100 archäologische Stellen wurden auf dem Gebiet des Parks und der Nature Preserve bereits entdeckt, die zur Mandan-Hidatsa-Kultur und zu älteren, bis zu 8000 Jahre alten Kulturen gehören. 1879 kaufte A.D. Gaines, ein Agent der Northern Pacific Railway, über 44 Quadratkilometer Land für eine Ranch auf. Gaines erwarb von Theodore Roosevelt das Recht, als Brandzeichen ebenfalls das Malteserkreuz zu führen. In der Nähe wurde zur gleichen Zeit der Ort Bentley gegründet, der 1884 in Sanger umbenannt wurde und durch seinen Bahnhof und durch einen Dampfbootanschluss zur blühenden Gemeinde wurde. 1952 wurde jedoch der Bahnhof geschlossen, und bis 1985 war der Ort völlig verlassen. Heute stehen nur noch einige verlassene Gebäude dort und Sanger ist eine Geisterstadt. 1956 kauften Bob und Gladys Levis die Gaines Ranch und benannten sie in Cross Ranch um. Die Nature Conservancy, eine gemeinnützige Naturschutzorganisation, erkannte die Bedeutung der Auwälder und der unzerstörten Prärien und erwarb 1982 die Ranch, um die Cross Ranch Nature Preserve zu gründen, das erste Naturschutzgebiet der Nature Conservancy in North Dakota. Die Nature Conservancy und die Burlington Northern Railroad schenkten dem Staat einen Teil des Lands zur Errichtung eines State Parks, der anlässlich der Hundertjahrfeier des Bundesstaats 1989 gegründet wurde. Der Rest das Ranchlands gehört weiter der Nature Conservancy und wird von ihr verwaltet. Die Überreste der Ranch einschließlich des Friedhofs der Familie Gaines sind noch in der Nature Preserve zu finden.

## Touristische Einrichtungen

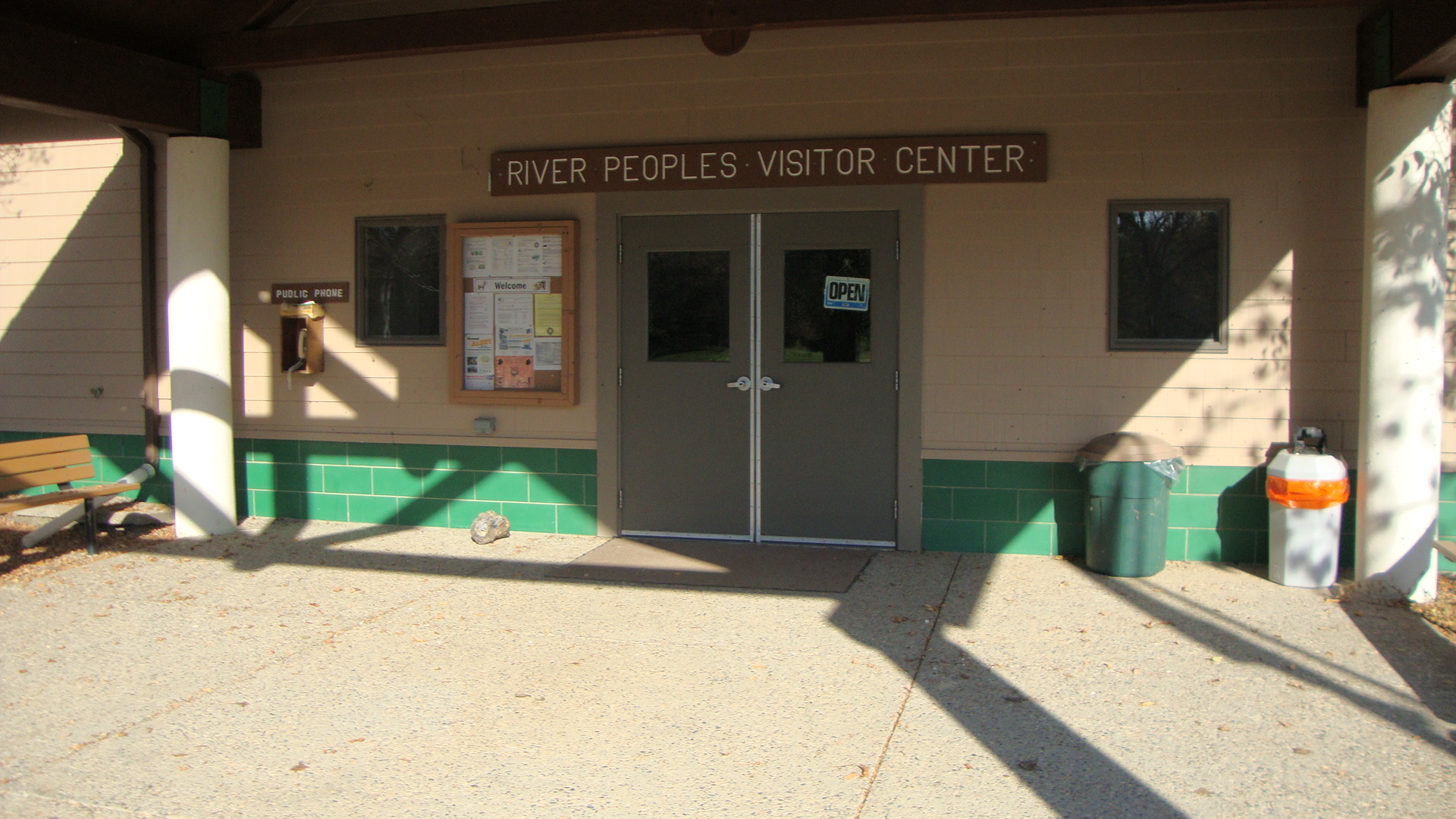
River People Besucherzentrum

Der Besuch des Parks ist gebührenpflichtig, das Parkgebiet wurde aber nur wenig erschlossen, um die Natur des Gebiets nicht zu zerstören. Die Besuchereinrichtungen liegen im Gebiet des State Parks, in der Nature Preserve gibt es außer Wanderwege keine Einrichtungen. Im Park liegt das River People Besucherzentrum, das über die Naturgeschichte des Missouri River informiert. Durch den Park und die Nature Preserve führen sechs Wanderwege mit über 25 Kilometern Länge, von denen im Winter 16 Kilometer als Loipen für Skilanglauf präpariert werden. Im Park befindet sich ein Campingplatz sowie eine Bootsrampe zum Missouri River. Kanus können im Park gemietet werden, im Fluss darf geangelt werden. Seit 1991 findet im Park jährlich im Juni das Missouri River Bluegrass Festival statt, ein lokales Country-Musikfestival. 